# Eric Kronberg
Eric Anthony Kronberg (Santa Rosa, 7 juni 1983) is een Amerikaans betaald voetballer die dienstdoet als doelman. Voor het seizoen in 2015 tekende hij een contract bij Montreal Impact uit de Major League Soccer.

## Clubcarrière
Kronberg werd als veertigste gekozen in de MLS SuperDraft 2006 door de Kansas City Wizards maar werd in het eerste seizoen verhuurd aan Miami FC uit de USL First Division. Op 23 oktober 2010 debuteerde Kronberg tegen San Jose Earthquakes voor Kansas City. In zijn eerste acht seizoenen bij Kansas speelde hij in slechts vijf competitiewedstrijden. In het seizoen van 2014 werd hij voor een groot deel van het seizoen echter basiskeeper van Sporting Kansas City en speelde hij in twintig competitiewedstrijden. Aan het einde van het seizoen besloot Kansas City zijn contract niet te verlengen. Vervolgens werd hij door Montreal Impact gekozen in de 'MLS Re-Entry Draft 2014'.